# Die großen Edel-Western
Die großen Edel-Western ist eine 40-bändige deutsche Albenreihe des ehapa-Verlags (bzw. des Delta Verlags), in der vier frankobelgische Western-Comic-Serien alternierend veröffentlicht wurden.

## Veröffentlichungsgeschichte

### Der Start
Sowohl für den Buch- (als Hardcover) als auch den Zeitschriftenhandel (als SC-Ausgabe) veröffentlichte Ehapa von September 1979 bis 1986 insgesamt 40 Ausgaben mit den Westernserien Leutnant Blueberry (Band 5, 7–21), Comanche (Band 1–4, 6–10), Mac Coy (Band 1–11) und Jonathan Cartland (Band 1–2, 5–6). Dabei schloss die Blueberry-Veröffentlichung nahtlos an die zuvor beim Koralle-Verlag erschienenen Blueberry-Bände an und ließ Band 6, bei Koralle 1973 als Zack Comic Box 4 erschienen, aus.
Koralle hatte seinerzeit die Serien Blueberry (Lizenzgeber: Dargaud) und Comanche (Lizenzgeber: Lombard) mit dem Abdruck in dem auflagenstarken Comic-Magazin ZACK in Deutschland populär gemacht, verlor 1978 aber alle Lizenzrechte von Dargaud und Lombard, weil sie von denen einige zugkräftige Zeichner und Autoren (insbesondere Jean-Michel Charlier) mitsamt ihrer Serien abgeworben und exklusiv unter Vertrag genommen hatten. Dadurch wurden die Rechte der Serien Blueberry und Comanche für die Geschichten frei, die noch für Dargaud/Lombard entstanden waren und so konnte Ehapa diese Geschichten als Lizenznehmer in Deutschland veröffentlichen. Gleichzeitig wurde Blueberry aber mit neuen Geschichten für Koralle fortgeführt, so dass die Serie hierzulande zeitgleich bei zwei konkurrierenden Verlagen erschien (vom Start der Edelwestern-Reihe bis zum Ende der Comic-Aktivitäten des Koralle-Verlags).
Mac Coy und Jonathan Cartland, beide vom Lizenzgeber Dargaud, erschienen in der Edel-Western-Reihe erstmalig in Deutschland. Die Bände der Serie Comanche erschienen im Ehapa-Verlag, alle anderen im mit ehapa eng verbundenen Delta Verlag.

### Liste der 40 Edelwestern-Alben
| Band-Nummer | Serientitel in Kurzform | wievielter von wievielen Bänden dieser Serie innerhalb der Reihe | Bandtitel                            | Original-Band-Nr. der jeweiligen Serie |
| ----------- | ----------------------- | ---------------------------------------------------------------- | ------------------------------------ | -------------------------------------- |
| 01.         | Blueberry               | 1/16                                                             | Die Spur der Apachen                 | Orig.-Nr. 5                            |
| 02.         | Comanche                | 1/9                                                              | Red Dust                             | Orig.-Nr. 1                            |
| 03.         | Mac Coy                 | 1/11                                                             | Die Legende von Alexis Mac Coy       | Orig.-Nr. 1                            |
| 04.         | Blueberry               | 2/16                                                             | Das eiserne Pferd                    | Orig.-Nr. 7                            |
| 05.         | Cartland                | 1/4                                                              | Kampf ums Land der Sioux             | Orig.-Nr. 1                            |
| 06.         | Comanche                | 2/9                                                              | Krieg ohne Hoffnung                  | Orig.-Nr. 2                            |
| 07.         | Blueberry               | 3/16                                                             | Stahlfinger                          | Orig.-Nr. 8                            |
| 08.         | Comanche                | 3/9                                                              | Die Wölfe von Wyoming                | Orig.-Nr. 3                            |
| 09.         | Mac Coy                 | 2/11                                                             | Der Schatz aus Mexiko                | Orig.-Nr. 2                            |
| 10.         | Cartland                | 2/4                                                              | Aufbruch nach Oregon                 | Orig.-Nr. 2                            |
| 11.         | Blueberry               | 4/16                                                             | Die Spur der Sioux                   | Orig.-Nr. 9                            |
| 12.         | Mac Coy                 | 3/11                                                             | Eine Falle für Mac Coy               | Orig.-Nr. 3                            |
| 13.         | Comanche                | 4/9                                                              | Der lange Weg nach Laramie           | Orig.-Nr. 4                            |
| 14.         | Cartland                | 3/4                                                              | Sklave der grossen Krieger           | Orig.-Nr. 5                            |
| 15.         | Blueberry               | 5/16                                                             | General „Gelbhaar“                   | Orig.-Nr. 10                           |
| 16.         | Comanche                | 5/9                                                              | Aufstand der Cheyennes               | Orig.-Nr. 6                            |
| 17.         | Mac Coy                 | 4/11                                                             | Der Triumph von Mac Coy              | Orig.-Nr. 4                            |
| 18.         | Blueberry               | 6/16                                                             | Die Goldmine des alten Mannes        | Orig.-Nr. 11                           |
| 19.         | Cartland                | 4/4                                                              | Gefangen im Chaos                    | Orig.-Nr. 6                            |
| 20.         | Comanche                | 6/9                                                              | Der Mann mit dem Teufelsfinger       | Orig.-Nr. 7                            |
| 21.         | Blueberry               | 7/16                                                             | Das Gespenst mit den goldenen Kugeln | Orig.-Nr. 12                           |
| 22.         | Mac Coy                 | 5/11                                                             | Wanted                               | Orig.-Nr. 5                            |
| 23.         | Blueberry               | 8/16                                                             | Chihuahua Pearl                      | Orig.-Nr. 13                           |
| 24.         | Comanche                | 7/9                                                              | Die Sheriffs                         | Orig.-Nr. 8                            |
| 25.         | Mac Coy                 | 6/11                                                             | Das Geheimnis der weißen Dame        | Orig.-Nr. 6                            |
| 26.         | Blueberry               | 9/16                                                             | Der Mann, der 500 000 $ wert ist     | Orig.-Nr. 14                           |
| 27.         | Comanche                | 8/9                                                              | Der Feuerteufel von Wyoming          | Orig.-Nr. 9                            |
| 28.         | Mac Coy                 | 7/11                                                             | Jäger ohne Gewissen                  | Orig.-Nr. 7                            |
| 29.         | Blueberry               | 10/16                                                            | Ballade für einen Sarg               | Orig.-Nr. 15                           |
| 30.         | Comanche                | 9/9                                                              | Das Geheimnis um Algernon Brown      | Orig.-Nr. 10                           |
| 31.         | Blueberry               | 11/16                                                            | Vogelfrei                            | Orig.-Nr. 16                           |
| 32.         | Mac Coy                 | 8/11                                                             | Die Schlacht am Little Big Horn      | Orig.-Nr. 8                            |
| 33.         | Blueberry               | 12/16                                                            | Angel Face                           | Orig.-Nr. 17                           |
| 34.         | Mac Coy                 | 9/11                                                             | Der Teufelscanyon                    | Orig.-Nr. 9                            |
| 35.         | Blueberry               | 13/16                                                            | Gebrochene Nase                      | Orig.-Nr. 18                           |
| 36.         | Blueberry               | 14/16                                                            | Der lange Marsch                     | Orig.-Nr. 19                           |
| 37.         | Mac Coy                 | 10/11                                                            | Aufstand in Durango                  | Orig.-Nr. 10                           |
| 38.         | Blueberry               | 15/16                                                            | Der Geisterstamm                     | Orig.-Nr. 20                           |
| 39.         | Blueberry               | 16/16                                                            | Die letzte Karte                     | Orig.-Nr. 21                           |
| 40.         | Mac Coy                 | 11/11                                                            | Die Sieger von Camerone              | Orig.-Nr. 11                           |

### Bedeutung, Auswirkungen und Ende
Die Edelwestern-Reihe war die erste Alben-Reihe dieser Art im Ehapa-Verlag. Laufzeit und Umfang der Reihe legen den Schluss nahe, dass die Reihe über einen gewissen Zeitraum erfolgreich war. Da den im Herbst 1979 gestarteten Edelwestern ab Frühjahr 1980 weitere Reihen für andere Genres im selben Verlag folgten, ist zudem naheliegend, dass man auch vom Start weg mit dem wirtschaftlichen Erfolg zufrieden war und daran mit weiteren Reihen anzuknüpfen gedachte. Die Edelwestern waren damit der Vorreiter für:
- Die großen Phantastic-Comics, ab April 1980
- Die grossen Science-Fiction-Comics, ab November 1980
- Die großen Flieger- und Rennfahrer-Comics, ab 1981
- Detektive, Gauner und Agenten, ab 1982
- Tolle Typen, ab 1983

1986 strukturierte Ehapa ihre Alben-Ausgaben neu: Die großen Phantastic-Comics wurden ohne den Zusatz „Die großen“ als Phantastic-Comics mit neuem Reihen-Cover-Layout fortgesetzt, alle anderen „Sampler-Reihen“, so auch die Edelwestern wurden eingestellt. An ihre Stelle traten für (Semi-)Funnies die neuen Reihen Lila Gorilla Comics und Lila Gorilla Cartoons, für „realistisch“ gezeichnete Serien die neue Reihe Comics Unlimited, in der mit neuen Bänden der Serien Blueberry und Mac Coy noch weitere Alben aus der Edelwestern-Serien-Palette erschienen, jene beiden Serien also, die für die letzten 10 Ausgaben der Edelwestern von den ehemals Vieren noch übrig geblieben waren. Von Comanche und Cartland lag zu der Zeit kein weiteres Material vor, zumindest (in Bezug auf Cartland) keins, was Ehapa geeignet erschien: Wegen inhaltlicher Bedenken waren bei diesen Serien bereits früher Bände stark bearbeitet erschienen oder gleich ganz ausgelassen worden.

## Aktuelle Situation der ehemaligen Edelwestern-Serien
Alle vier Serien die innerhalb der Edelwestern-Reihe erschienen waren, liegen inzwischen hierzulande in eigenen Ausgaben in Form von Integral-Bänden komplett vor: Blueberry bei Ehapa, Comanche und Cartland bei Splitter und Mac Coy im Avant-Verlag.